# Листоед ивовый жёлтый
Листоед ивовый жёлтый (лат. Galerucella lineola) — вид листоедов (Chrysomelidae) из подсемейства козявок (Galerucinae).

## Распространение
Встречается в палеарктическом регионе от Ирландии до Японии.

## Экология и местообитания
Кормовые растения и имаго и личинки — листья ивы (Salix), чаще ивы прутовидной (Salix viminalis), а также Salix cinerea oleifolia, Salix aurita × cinerea, Salix myrsinifolia, Salix alba, Salix caprea, Salix pentandra, Salix fragilis и Salix cinerea и др. Встречается на Populus nigra, Corylus avellana, , Betula pendula, Alnus incana, Alnus glutinosa.

## Подвиды
- Galerucella lineola lineola (Fabricius, 1781)
- Galerucella lineola solarii Burlini, 1942